# Sur les traces de Bochart
Pour plus de détails, voir Fiche technique et Distribution.
Sur les traces de Bochart est un film documentaire québécois réalisé par le documentariste Pierre Saint-Yves et l'historien Yannick Gendron, et sorti en 2019 aux lendemains du lancement du livre L'énigme de Trois-Rivières. Il fait suite aux conclusions de Sur les traces de Laviolette.

## Synopsis
Le documentaire fait état des recherches des dix dernières années de l'historien Yannick Gendron sur l'identité du véritable fondateur de la ville de Trois-Rivières. Il met en lumière la vie et la carrière de Théodore Bochart du Plessis qu'il identifie comme l'un des principaux responsables de la fondation du fort de Trois-Rivières en 1634. Il retrace ses rencontres avec l'historien québécois Mathieu D’Avignon, le professeur Frank Lestringant de l’Université Paris-Sorbonne et l’historien français Mickaël Augeron.

## Fiche technique
- Titre : Sur les traces de Bochart
- Réalisation : Pierre Saint-Yves
- Scénario : Pierre Saint-Yves et Yannick Gendron
- Musique :
- Montage : Pierre Saint-Yves
- Producteur : Pierre Saint-Yves
- Société de production : Les Productions Hérodotus, Trois-Rivières (Québec)
- Langue : Français
- Format de support : DVD
- Date du début de la production : 2006
- Lieu : Trois-Rivières (Québec, Canada)
- Durée : 50 min 0 s
- Première diffusion en salle : 26 septembre 2019 au Ciné-Campus, Trois-Rivières
- Première télédiffusion :
- Première tournée en France :